# Красногори (Орловський район)
Красного́ри (рос. Красногоры) — присілок у складі Орловського району Кіровської області, Росія. Входить до складу Орловського сільського поселення.
Населення становить 26 осіб (2010, 40 у 2002).
Національний склад станом на 2002 рік — росіяни 97 %.